# マルダン
マルダン(مردان)はパキスタンのカイバル・パクトゥンクワ州のマルダン地区の中心都市である。州で2番目に人口が多い。

マルダンは当初は中心部だけの名で、宗教像のピル・マルダン・シャーから来ている。徐々にマルダンが指す範囲が拡大した。ユスフザイ族の事実上の中心地である。モーマンド族もこの数年で多く定住した。

## 歴史
マルダンを含むペシャワール谷は、ガンダーラ王国(紀元前6世紀～11世紀)の一部として初めて歴史に現れた。
19世紀、マルダンはパキスタン最大の都市だった。

1937年、マルダン地区はペシャワール地区から独立した。

## 写真

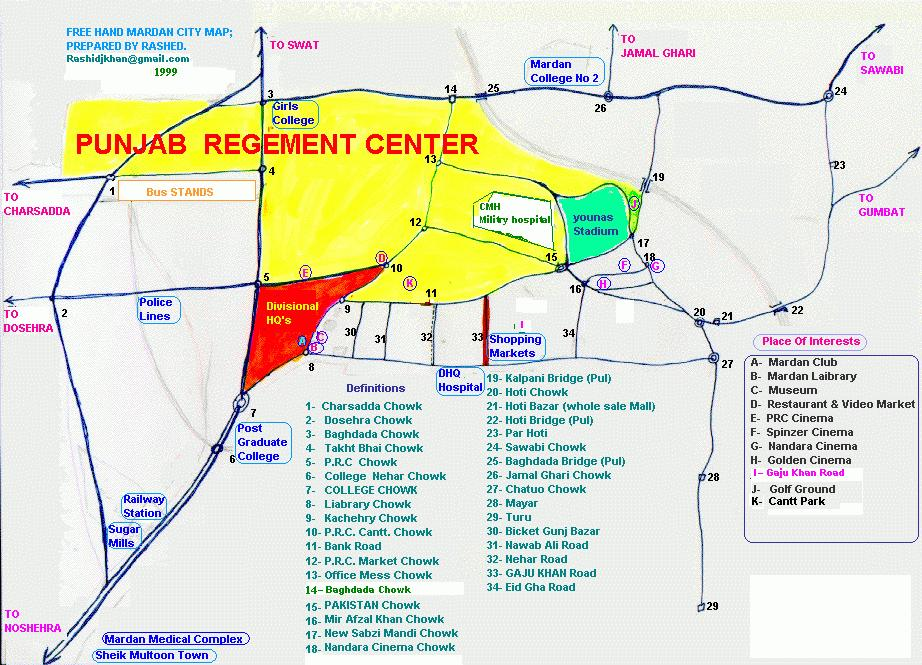
マルダン市街地図
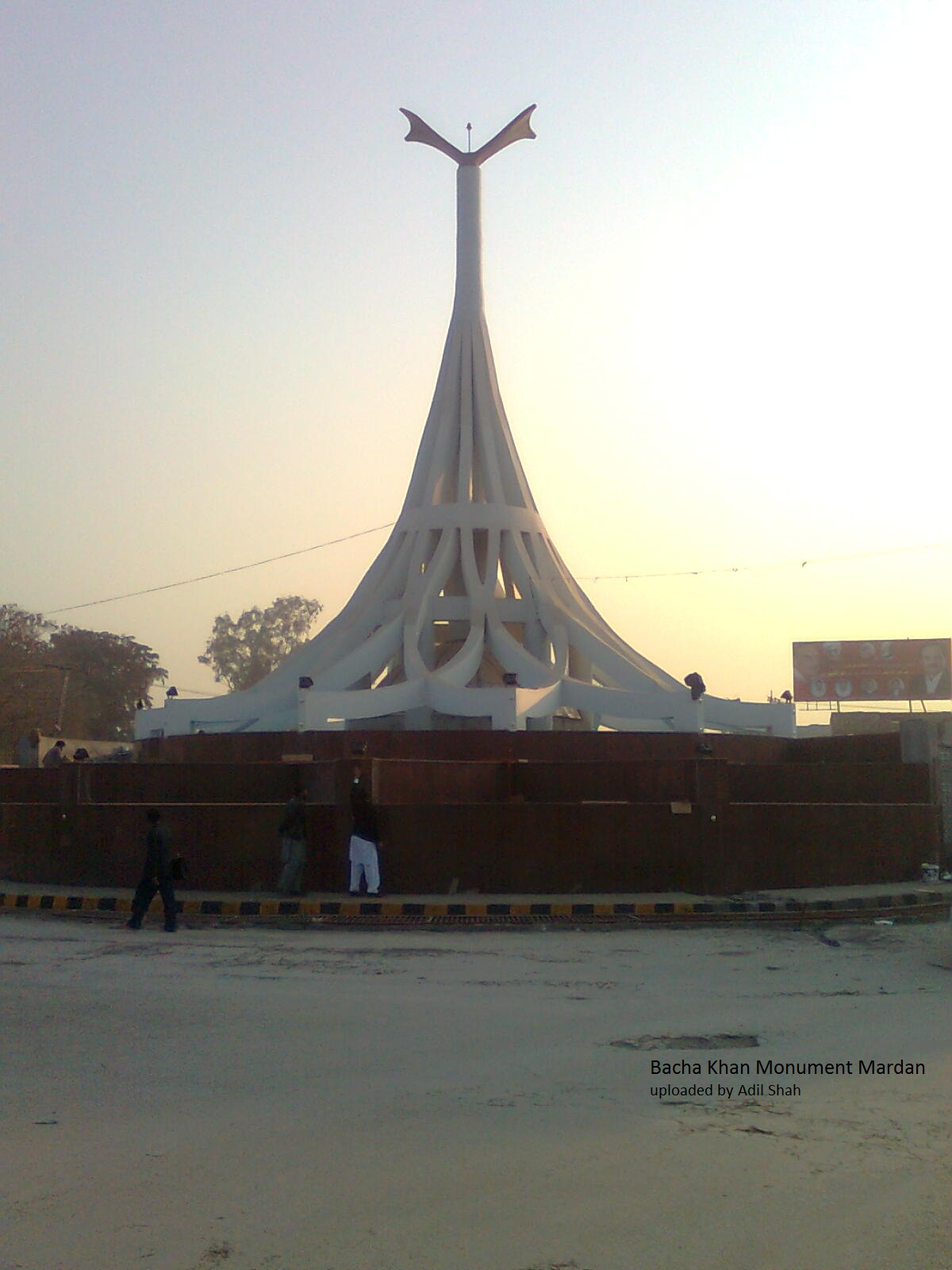
バチャ・カーン記念碑(マルダン大学広場)
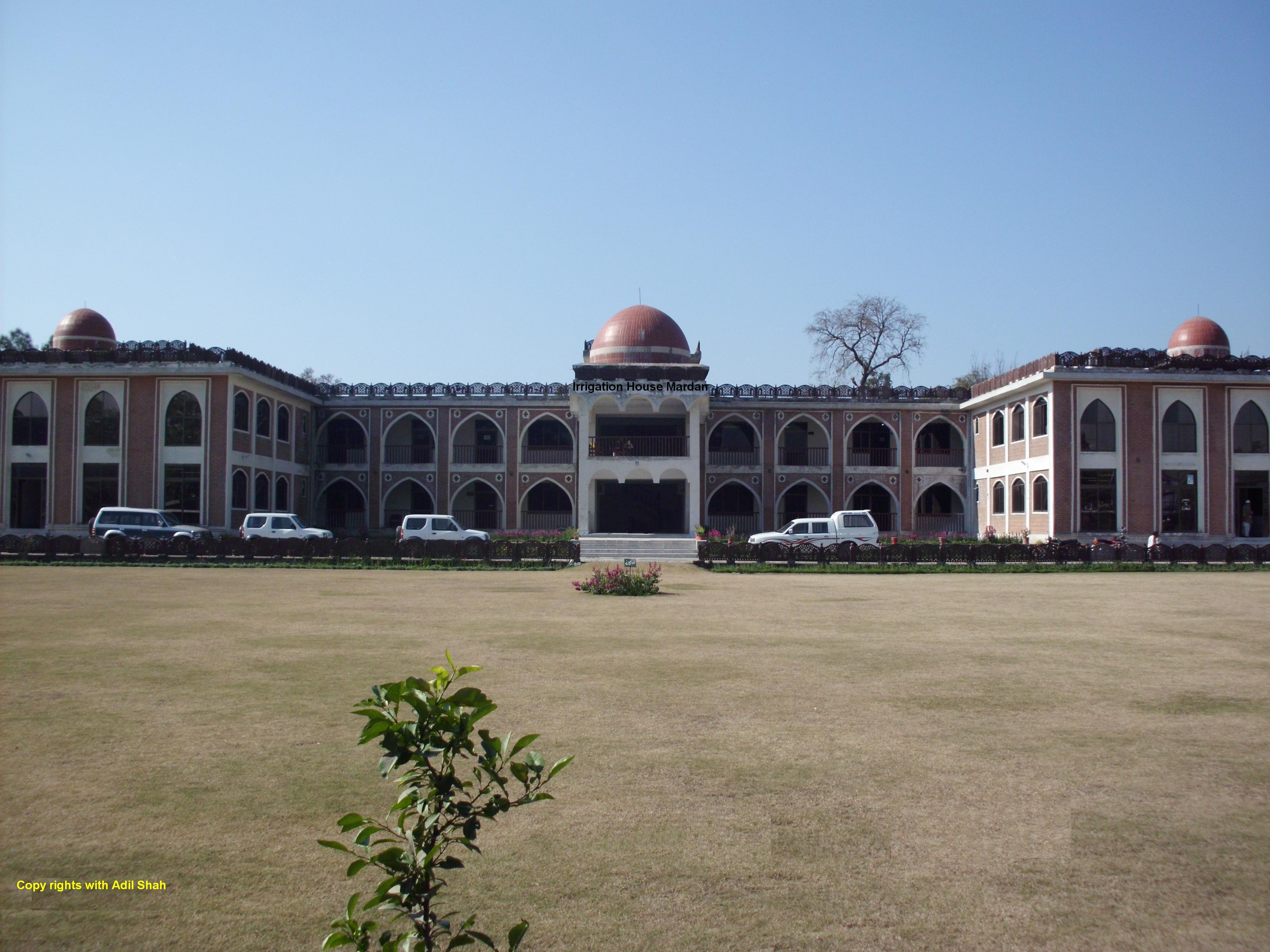
灌漑住宅
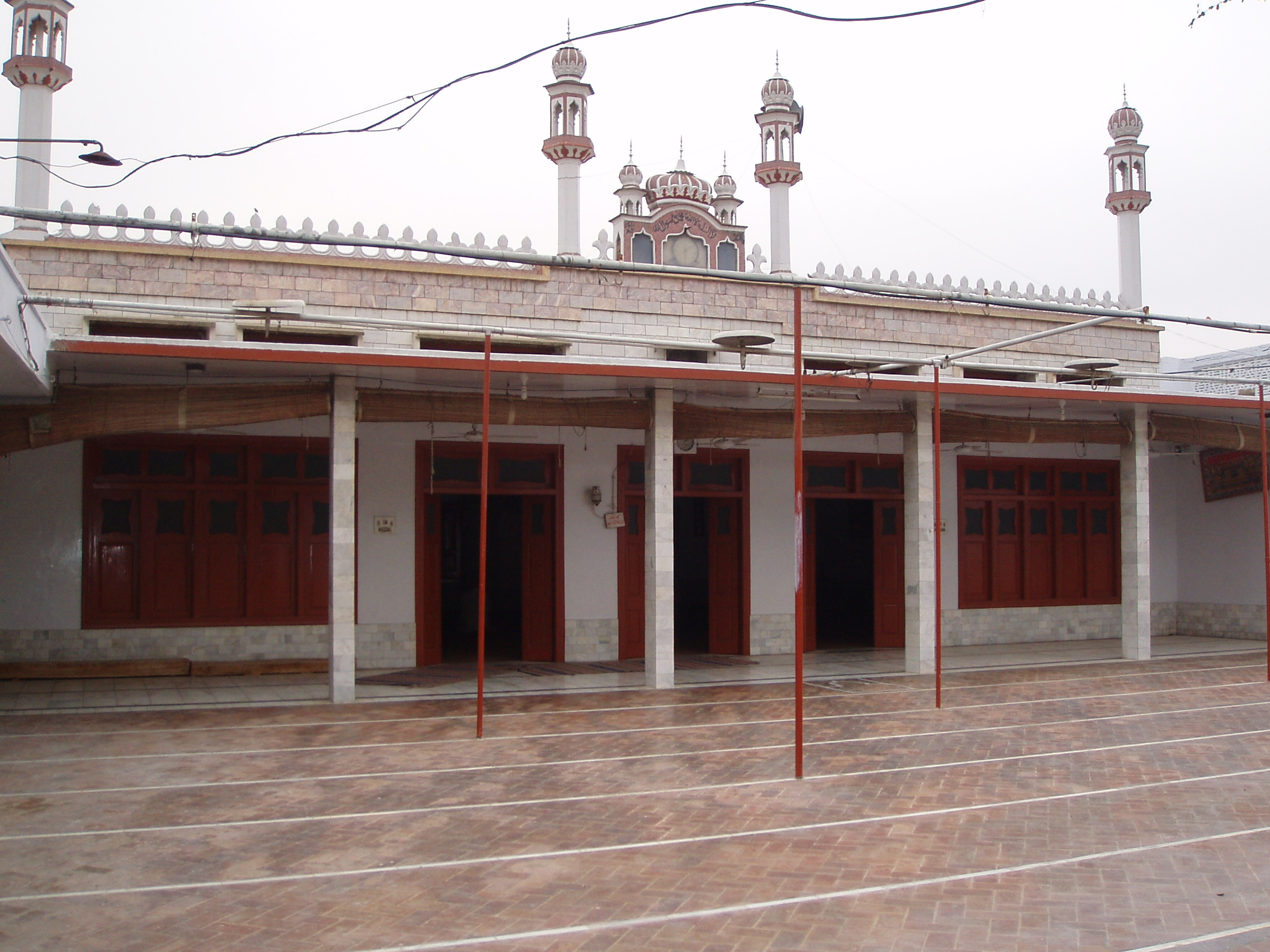
バグダダ町
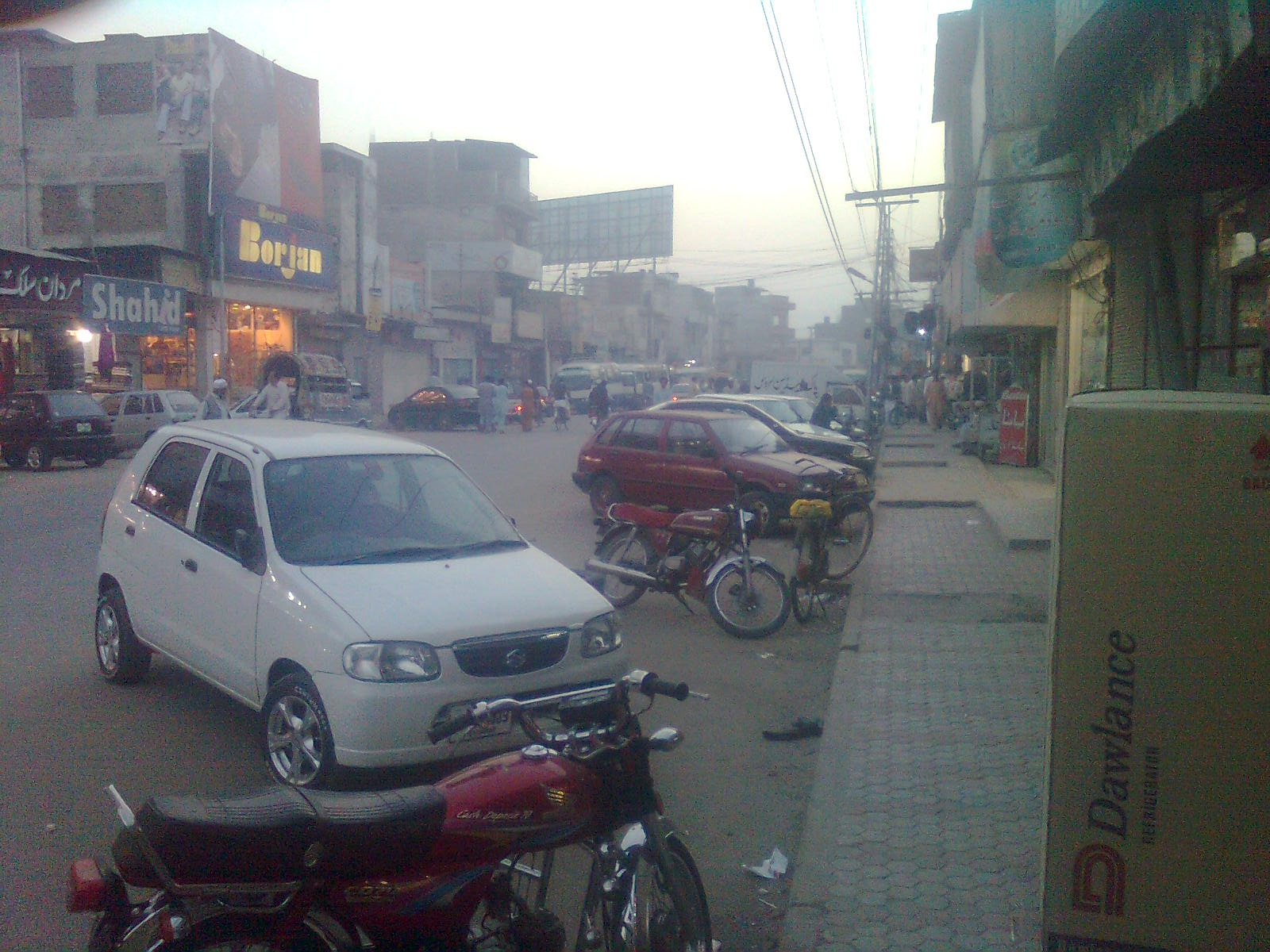
夜の銀行通り